# Valeriy Pidluzhny
Valeriy Vasylyovych Pidluzhny (en ukrainien : Підлужний Валерій Васильович, en russe : Валерий Васильевич Подлужный, Valeri Vassilievitch Podloujny), né le 22 août 1952 à Donetsk et mort le 4 octobre 2021, est un ancien athlète ukrainien, concourant pour l'Union soviétique, spécialiste du saut en longueur. 
Champion d'Europe en 1974, il a également remporté la médaille de bronze du concours des jeux de Moscou.

## Palmarès

### Jeux olympiques d'été
- 1980 à Moscou ( Union soviétique)
  -  Médaille de bronze au saut en longueur

### Championnats d'Europe d'athlétisme
- 1974 à Rome ( Italie)
  -  Médaille d'or au saut en longueur
- 1978 à Prague ( Tchécoslovaquie)
  - 6e au saut en longueur

### Championnats d'Europe d'athlétisme en salle
- 1974 à Göteborg ( Suède)
  - 4e au saut en longueur
- 1976 à Munich ( Allemagne de l'Ouest)
  -  Médaille d'argent au saut en longueur
- 1979 à Vienne ( Autriche)
  -  Médaille d'argent au saut en longueur

### Universiadesd'été
- 1973 à Moscou ( Union soviétique)
  -  Médaille d'or au saut en longueur
- 1979 à Mexico ( Mexique)
  -  Médaille d'or au saut en longueur